# 선화 (연호)
선화(宣和, 1119년 2월 ~ 1125년)는 북송 휘종(徽宗) 조길(趙佶)의 여섯번째 연호이다. 6년 11개월 가량 사용하였다. 휘종(徽宗)이 양위하고 나서 흠종(欽宗)이 정강으로 개원할 때까지 사용하였다.

## 개원
- 중화(重和) 2년 2월 4일[1](1119년 3월 16일)에 연호를 선화(宣和)로 개원함.[2][3][4][5]

- 선화(宣和) 7년 12월 29일[6](1126년 1월 24일)에 연호를 정강(靖康)으로 정하고, 다음 해 1월 1일[7](1126년 1월 25일)에 개원함.[8][9][4][5]

## 연대 대조표
| 선화       | 원년           | 2년        | 3년             | 4년        | 5년                 | 6년        | 7년        |
| 서기(西紀) | 1119년         | 1120년     | 1121년          | 1122년     | 1123년              | 1124년     | 1125년     |
| 간지(干支) | 기해(己亥)     | 경자(庚子) | 신축(辛丑)      | 임인(壬寅) | 계묘(癸卯)          | 갑진(甲辰) | 을사(乙巳) |
| 요(遼)     | 천경(天慶) 9년 | 10년       | 보대(保大) 원년 | 2년        | 3년                 | 4년        | 5년        |
| 금(金)     | 천보(天輔) 3년 | 4년        | 5년             | 6년        | 7년 천회(天會) 원년 | 2년        | 3년        |

## 동시대 연호

### 중국
요(遼)
- 천경(天慶) (1111년 ~ 1120년)
- 보대(保大) (1121년 ~ 1125년)

금(金)
- 천보(天輔) (1117년 ~ 1123년)
- 천회(天會) (1123년 ~ 1137년)

서하(西夏)
- 원덕(元德) (1119년 ~ 1127년)

대리국(大理國)
- 문치(文治) (1110년 ~ 1121년)
- 가영(嘉永) (1122년 ~ 1128년)

북요(北遼)
- 건복(建福) (1122년)
- 덕흥(德興) (1122년)
- 신력(神曆) (1123년)

서요(西遼)
- 연경(延慶) (1124년 ~ 1133년)

해족(奚族)
- 천복(天復) (1123년)
- 천사(天嗣) (1123년)

기타
- 방랍(方臘) 영락(永樂) (1120년 ~ 1121년)

### 베트남
- 호이뜨엉다이카인(會祥大慶) (1110년 ~ 1119년)
- 티엔푸주에부(天符睿武) (1120년 ~ 1126년)

### 일본
- 겐에이(元永) (1118년 ~ 1120년)
- 호안(保安) (1120년 ~ 1124년)
- 덴지(天治) (1124년 ~ 1126년)

## 같이 보기
- 중국의 연호 목록